# Pararhophites orobinus
Pararhophites orobinus är en biart som först beskrevs av Morawitz 1876.  Pararhophites orobinus ingår i släktet Pararhophites och familjen buksamlarbin. Inga underarter finns listade i Catalogue of Life.